# Honniganur, Ron
Honniganur là một làng thuộc tehsil Ron, huyện Gadag, bang Karnataka, Ấn Độ.